# 대거넘 & 레드브리지 FC
대거넘 & 레드브리지 풋볼 클럽(영어: Dagenham & Redbridge Football Club /ˈdæɡənəm ... ˈrɛdbrɪdʒ/)은 잉글랜드 대거넘을 연고지로 하고 있는 축구 클럽이다. 흔히 애칭으로 대거스라고도 불리고 있다. 1992년 레드브리지 포리스트와 대거넘이 합병하여 창단되었다.
클럽의 전통적인 색깔은 빨간색과 파란색이며, 각각 합병된 팀의 전통 색깔이었다. 라이벌 팀은 레이턴 오리엔트와 웨스트햄 유나이티드이다.

## 우승 기록

### 국내
- 콘퍼런스 내셔널

우승 (1회): 2006-07
- 이스미언 리그 프리미어 디비전

우승 (1회): 1999-00
- 에식스 시니어 컵

우승 (2회): 1998, 2001
- 원투원 실드

우승 (1회): 2000-01

## 선수 명단

### 현역
참고: FIFA 자격 규정에 따라 소속된 국가대표팀 국기를 표시합니다. 선수는 복수의 FIFA 비회원국 국적을 가지고 있을 수 있습니다.
| 번호 | 포지션 | 국적     | 이름        |
| ---- | ------ | -------- | ----------- |
| 5    | DF     | 잉글랜드 | 톰 이스트먼 |

| 번호 | 포지션 | 국적 | 이름 |
| ---- | ------ | ---- | ---- |